# أشرف القرقني
أشرف القرقني شاعر، مترجم وباحث تونسي (ولد في سوسة في تونس 3 يوليو 1989). يعمل في مجال مراجعة الكُتُب الأدبية والترجمة، ومن أبرز ترجماته ترجمة رواية (السنة المفقودة) للروائي الأرجنتيني بيدرو ميرال، ورواية (التحول) للنمساوي ستيفان زفايج.
درس الرّياضيّات في بداية مساره الجامعيّ. ثمّ تحوّل إلى دراسة اللّغة العربيّة وآدابها وحضارتها. تحصّل على شهادة ماجستير في الأدب الحديث عن مذكّرة بعنوان "الذّات في قصيدة النّثر العربيّة، 'الحياة قرب الأكروبول' لسركون بولص أنموذجا". ويعدّ رسالة دكتورا بعنوان "سياسة الإيقاع في قصيدة النّثر العربيّة من خلال نماذج".
تُرجمت العديد من قصائده إلى الإنجليزيّة (ضمن مشروع مجاز البريطانيّ) والإسبانيّة (مشروع أصوات جديدة من إعداد المركز الثّقافي الإسبانيّ بتونس) والإيطاليّة (أنطولوجيا 25 شاعرا تونسيّا من الأحياء عن المركز الوطنيّ للتّرجمة واتّحاد الكتّاب الإيطاليّين).

## إصدارات

### الترجمات
| الكتاب                                                           | المؤلف              | دار النّشر                                           | التاريخ | ملاحظات |
| ---------------------------------------------------------------- | ------------------- | --------------------------------------------------- | ------- | ------- |
| السنة المفقودة                                                   | بيدرو ميرال         | مسكيلياني للنّشر والتّوزيع                            | 2015    | [ 4 ]   |
| قلب كلب                                                          | ميخائيل بولغاكوف    | الفراشة                                             | 2018    |         |
| التحول                                                           | ستيفان زفايج        | مسكيلياني للنّشر والتّوزيع                            | 2019    | [ 5 ]   |
| الطائر الملون                                                    | جيرزي كوزنسكي       | صفحة سبعة                                           | 2019    |         |
| فتاة، امرأة، إلخ ..                                              | برناردين إيفاريستو  | مسعى                                                | 2022    | [ 6 ]   |
| هيا نوقظ الشمس                                                   | جوزيه ماورو         | مسكيلياني للنّشر والتّوزيع                            | 2020    |         |
| رسالة إلى د "حكاية حب"                                           | آندري غورتز         | صفحة سبعة                                           | 2020    |         |
| مغامرات قارض كتب                                                 | سام سافاج           | مسكيلياني                                           | 2021    |         |
| ثقافة السّلام                                                     | نيول هوكلاند        | مؤسّسة البابطين والأمم المتّحدة                       | 2019    |         |
| ثقافة السّلام من أجل أمان الأجيال القادمة                         | إلّي وجوزيف سكريمالي | مؤسّسة البابطين والأمم المتّحدة                       | 2020    |         |
| مقالات في السينما ضمن كتاب جماعي "خمسون سنة من السينما التونسية" | جماعي               | المركز الوطني للسّينما والصّورة                       | 2017    |         |
| آن في الضيعة الخضراء (رواية)                                     | لوسي دي مونتغومري   | مسكيلياني للنّشر والتّوزيع                            | 2022    |         |
| تحلية المرارة أنطولوجيا الشعر البريطاني المعاصر                  | مجموعة مؤلّفين       | مسكيلياني للنّشر والتّوزيع                            | 2022    |         |
| آلموت: قلعة الحشّاشين                                             | فلاديمير بارتول     | مسكيلياني للنّشر والتّوزيع                            | 2024    |         |
| مشكال: أنطولوجيا شعر كيبك                                        | مجموعة مؤلّفين       | دار نقوش عربيّة بالشّراكة مع مهرجان سيدي بوسعيد للشّعر | 2024    |         |

### المؤلفات
| الكتاب                                                    | التاريخ | ملاحظات |
| --------------------------------------------------------- | ------- | ------- |
| تقريبًا (ديوان شعر) منشورات مومنت بلندن                    | 2017    |         |
| نشيد سيد السبت (كتاب شعريّ) منشورات المتوسّط بميلانو        | 2020    | [ 7 ]   |
| مسيح القمر الأزرق (مجموعة قصصيّة) مسكيلياني للنشر والتوزيع | 2022    |         |
| صلاة شجرة قبل أن تُقطع (كتاب شعريّ) منشورات الجمل           | 2023    |         |
| حيوان عموديّ (كتاب شعريّ) منشورات ميسكلياني                 | 2024    |         |